# Glastron

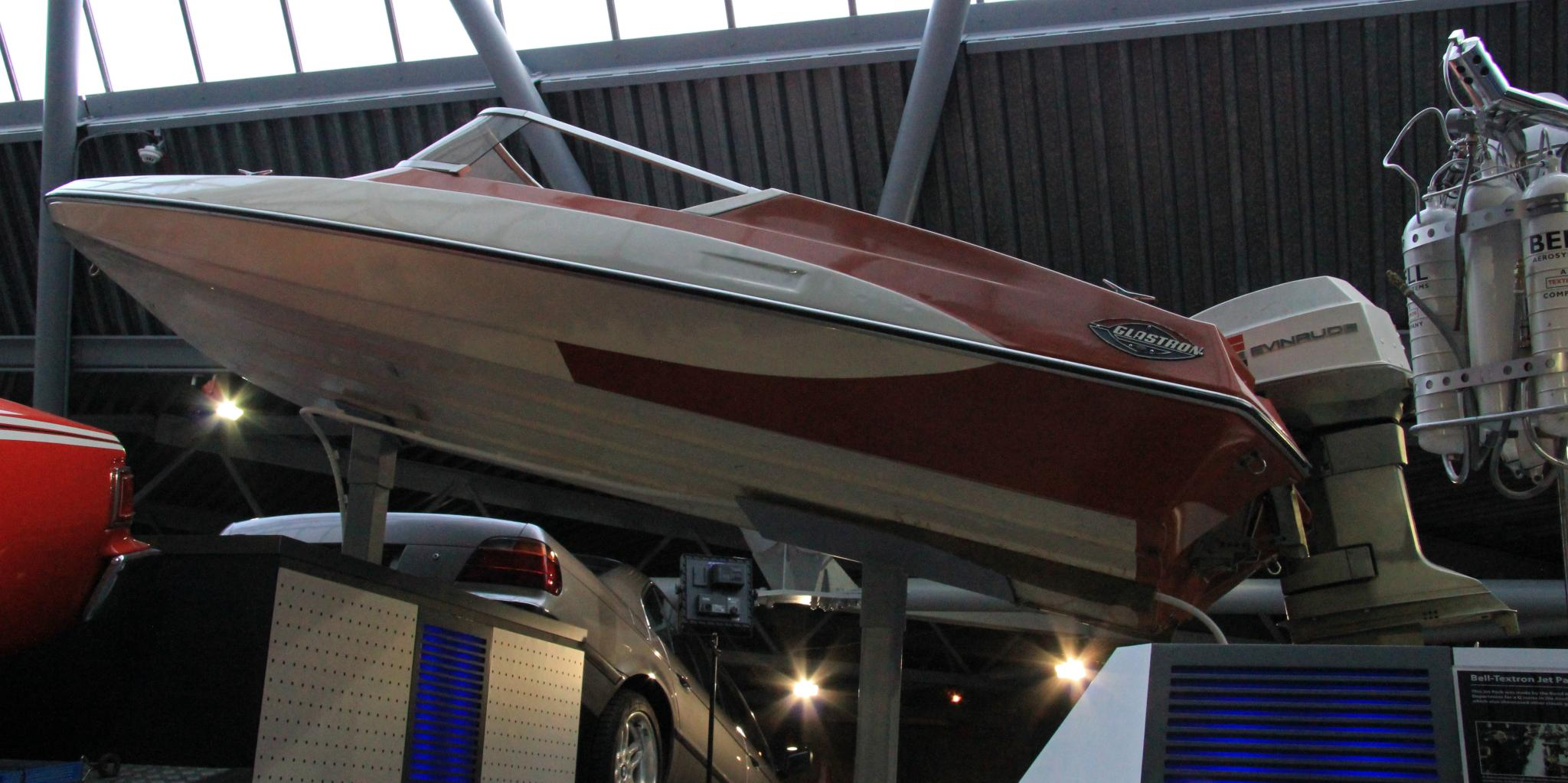
Glastron GT-150 utilisé dans le film Vivre et laisser mourir (1973).

Glastron est une entreprise de fabrication de bateaux qui a été l'un des premiers constructeurs à utiliser la fibre de verre pour ceux-ci.
L'entreprise a été fondée par Bob Hammond, Bill Gaston, Bob Shoop et Guy Woodard le 14 octobre 1956 à Austin au Texas. Dans les années 1990, l'entreprise est rachetée par Genmar Holdings (en).
En 2010, elle est rachetée par PBH Marine Groupe.
Actuellement, Glastron appartient au Groupe Bénéteau. 